# Site d'essais nucléaires de Punggye-ri
Le site d'essais nucléaires de Punggye-ri (hangeul : 풍계리 핵실험장) est l'unique site d'essais nucléaires de la Corée du Nord. Il est situé dans la province du Hamgyong du Nord, au Nord-Est du pays. Le site est détruit le 24 mai 2018 par le Gouvernement de la Corée du Nord.

## Géographie
Le site de Punggye-ri se situe dans la province du Hamgyong du Nord, dans le Nord-Est de la Corée du Nord. Il s'agit d'une région montagneuse dont le point culminant est le Mantapsan (2 205 m d'altitude), situé à seulement deux kilomètres au nord du site d'essais nucléaires. Le village de Punggye-ri, qui a donné son nom au site, se trouve quant à lui à 12 km au sud-est. 

## Caractéristiques
Ce site d'essais présente comme principale caractéristique d'être souterrain. Ce type d'essais s'est notamment développé à la suite du traité d'interdiction partielle des essais nucléaires sur le site d'essais du Nevada. Cette technique a pour conséquence principale de réduire l'émission de particules radioactives dans l'atmosphère, mais aussi de rendre l'installation plus difficile à espionner par l'imagerie satellite. La réduction, voire l'absence de radionucléides rejetés dans l'atmosphère, empêche les autres parties de prouver la nature atomique de l'essai, ainsi que de connaître les caractéristiques de la bombe en analysant les retombées.

## Histoire

Sismogrammes des différentes explosions ayant eu lieu sur le site de Punggye-ri, enregistrés depuis la ville de Mudanjiang, en Chine.

Le site de Punggye-ri a été le théâtre de six explosions atomiques, dont une d'origine thermonucléaire, entre 2006 et 2017.

### 2006: la découverte de l’existence du site par la communauté internationale

Le 9 octobre 2006, l'Agence météorologique du Japon enregistre des ondes sismiques qui coïncident avec l'essai nucléaire nord-coréen.

Le premier essai nucléaire sur le site, revendiqué par le gouvernement nord-coréen, a eu lieu le 9 octobre 2006. La puissance de cet essai souterrain a été estimée entre 1 et 10 kilotonnes par l'institut de sismologie NORSAR et entre 5 et 15 kilotonnes par le ministre de la Défense russe de l'époque, Sergueï Ivanov. Le NORSAR a par la suite rectifié son estimation en estimant la puissance de l'explosion à environ 1 kilotonne.

### 2009: affaibli, le régime envoie un avertissement aux grandes puissances militaires
L'essai nucléaire du 25 mai 2009 a eu lieu quelques kilomètres à l'ouest du premier essai de 2006 dans un contexte d'affaiblissement du régime nord-coréen. En effet, Kim Jong-il avait subi une attaque cérébrale en août 2008 et avait annoncé que le pouvoir reviendrait à son fils, Kim Jong-un, en janvier 2009. 
Des estimations menées par le BGR en 2013 indiquent que la puissance de la bombe était située entre 5 et 12 kt.

### 2013: le premier essai depuis la mort de Kim Jong-il
Le 12 février 2013, l'agence gouvernementale KCNA annonce le succès d'un essai nucléaire utilisant une bombe de plus petite dimension tandis que sa puissance aurait été augmentée. Le BGR annonce en 2016 que la puissance de cet essai était de 14 kt tandis que le gouvernement sud-coréen indiquait en 2013 que la puissance du dispositif était comprise entre 6 et 7 kt.

### 2016: deux essais qui traduisent une volonté de développer une ogive

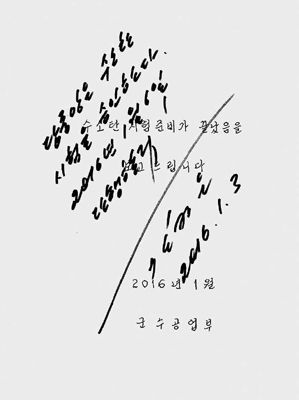
Document signé par Kim Jong-un le 3 janvier 2016 ordonnant la réalisation d'un essai d'une bombe H, qui aboutira à l'essai nucléaire du 6 janvier.

Le 6 janvier 2016, la Corée du Nord procède à un nouvel essai d'une puissance comparable au précédent, avec une énergie dégagée d'environ 10 kt. Bien que le gouvernement nord-coréen affirme avoir réussi son premier essai d'une bombe thermonucléaire, il s'agit plus probablement d'une bombe à fission dopée.

### 2017: explosion d'une bombe thermonucléaire et potentielle destruction du site
Après le sixième essai nucléaire nord-coréen et le cinquième sur le site effectué le 3 septembre 2017 et d'une puissance évaluée entre 70 et 120 kt, plusieurs équipes de scientifiques à travers le monde estiment que le site est inutilisable par suite de l'effondrement d'une partie du terrain dans la poche créée par l'explosion. Ce qui expliquerait en partie l'annonce du gouvernement nord-coréen en avril 2018 du gel de ses tests nucléaires .